# Bobotie

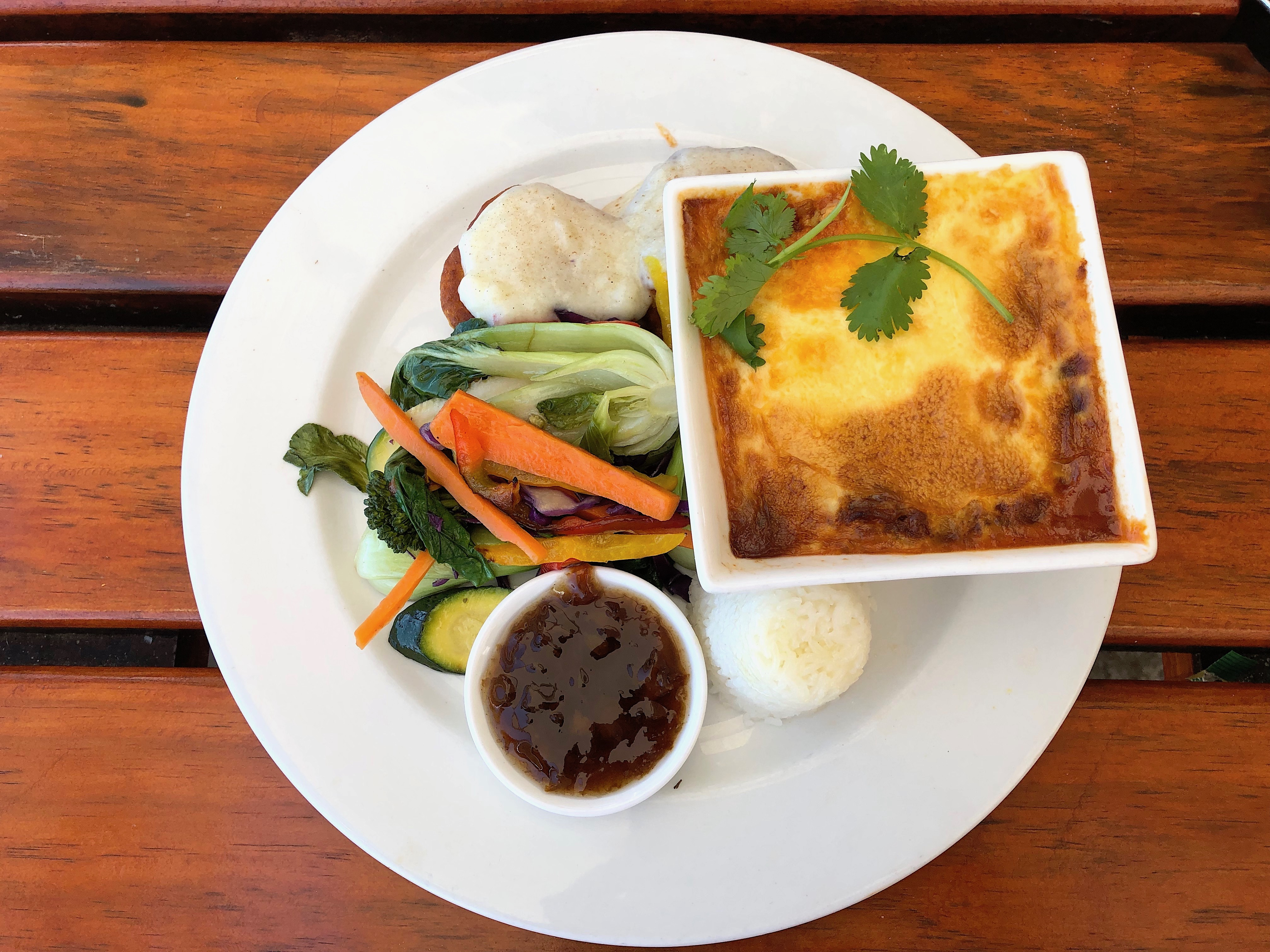
Bobotie mit Reis, Chutney und Gemüse

Bobotie ist ein Hackbraten aus Südafrika, der auf Zuwanderer aus Indonesien zurückgeht.
Es besteht aus scharf gewürztem Hackfleisch vom Hammel, Rind oder Wild, das teils mit kleingeschnittenem und angedünstetem Gemüse und/oder Früchten gemischt wird. Das Hackfleisch wird dann in einer Auflaufform mit einer Deckschicht aus Eiermilch versehen und im Ofen gebacken. Es erhält dabei eine krosse Kruste. Bobotie wird portionsweise meist auf Safranreis serviert. Wie bei einem Curry isst man dazu meistens ein Chutney.
Das Gericht ist seit dem 17. Jahrhundert in der Gegend um das Kap der Guten Hoffnung bekannt und stammt ursprünglich aus Java bzw. Niederländisch-Indien, wobei sich auch der Name aus dem indonesischen bobotok ableiten lässt.